# Polônia Jovem

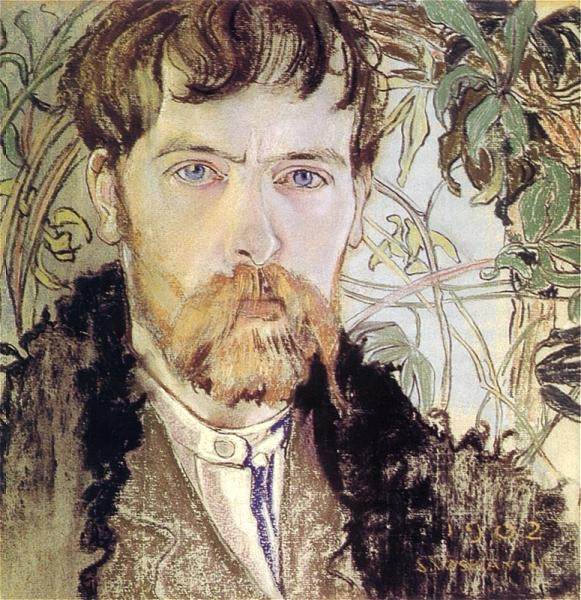
Auto-retrato de Stanisław Wyspiański

Polônia Jovem (em polonês: Młoda Polska) é um período modernista da arte, da literatura e da música polonesa que cobriu cerca dos anos desde 1890 até 1918. Ele foi um dos efeitos da forte oposição às ideias do positivismo e promoveu os caráteres da decadência, do neo-romantismo, do simbolismo, do impressionismo e do Art Nouveau.

## História
O termo foi conhecido após um dos manifiestos de Artur Górski. O manifesto foi publicado no diário Życie ("A Vida"), com sede em Cracóvia, no ano 1898 e foi imediatamente aceite em todas as partes da Polônia dividida, como analogia a outros termos parecidos: Alemanha Jovem, Bélgica Jovem, Escandinavia Jovem, e assim sucessivamente.

### Literatura
A literatura polonesa do período foi baseada sobre duas concepções principais: 
- A primeira concepção foi a típica desilusão modernista verso a burguesía, seu modo de viver e sua cultura. Os artistas que seguiram esta concepção acreditaram também na decadência, no fim de toda a cultura, no conflito entre os homens e sua civilização, e na concepção da arte como valor supremo (em latino: ars gratia artis). Entre outros autores destacam-se Kazimierz Przerwa Tetmajer, Stanisław Przybyszewski, Wacław Rolicz-Lieder e Jan Kasprowicz.
- A segunda concepção foi a continuação do romantismo, e daí advém a designação neo-romantismo. O grupo de escritores que perseguiu esta ideia foi menos organizado; esses mesmos escritores  cobriram uma vasta gama de temas nas suas escrituras: desde o sentido da missão do polonês na prosa de Stefan Żeromski até desigualdade social descrita por Władysław Reymont e Gabriela Zapolska, passando pela crítica da sociedade polonesa e também pela história da Polônia de Stanisław Wyspiański.

Outros importantes escritores do período foram: 
- Wacław Berent
- Jan Kasprowicz
- Jan Augustyn Kisielewski
- Antoni Lange
- Jan Lemański
- Bolesław Leśmian
- Tadeusz Miciński
- Andrzej Niemojewski
- Franciszek Nowicki
- Władysław Orkan
- Artur Oppman
- Włodzimierz Perzyński
- Tadeusz Rittner
- Wacław Sieroszewski
- Leopold Staff
- Kazimierz Przerwa-Tetmajer
- Maryla Wolska
- Tadeusz Boy-Żeleński

### Música
Na música, o termo Polônia Jovem é aplicado a um grupo informal de compositores que inclui Karol Szymanowski, Grzegorz Fitelberg, Ludomir Różycki e provavelmente também Mieczysław Karłowicz. Este grupo actuou sob a forte influência do neo-romantismo da música, e particularmente de compositores estrangeiros como Richard Strauss e Richard Wagner. Os compositores teriam também fortes enlaces com o Grupo dos Cinco, um grupo de compositores russos que incluiu Modest Musorgski, Alexander Borodin e Nikolai Rimsky-Korsakov.

### Arte
No período da Polônia Jovem não há grandes correntes artísticas na arte polonesa. Os pintores e os escultores quiseram continuar na tradição romântica, introduzindo novos modos de expressão já populares no estrangeiro. A corrente mais influente foi a Arte Nova, inclusive os artistas poloneses começaram a ir também em busca de novas formas de estilo nacional. Quer a escultura quer a pintura do período, foram ambas gravemente influídas por todas as formas do simbolismo.

## Artistas principais do período
- Olga Boznańska
- Konstanty Brandel
- Xawery Dunikowski
- Julian Fałat
- Jacek Malczewski
- Józef Mehoffer
- Józef Pankiewicz
- Ferdynand Ruszczyc
- Jan Stanisławski
- Władysław Ślewiński
- Wojciech Weiss
- Leon Wyczółkowski
- Stanisław Wyspiański
- Jan Bukowski